# Jem & fix
jem & fix A/S er en dansk kæde af lavprisbyggemarkeder med butikker i Danmark, Sverige og Norge. Kæden beskæftiger over 2300 ansatte og den administrerende direktør hedder Claus Petersen.
Kædens hovedkontor er placeret i Vejle, mens det svenske kontor ligger i Landskrona. I Norge ligger kontoret i Lysaker (no).
jem & fix åbnede sin første butik i Fredericia i 1988, og konceptet er inspireret af discountbutikkerne i dagligvarebranchen: Central indkøbsstyring, ingen fordyrende service, effektiv udnyttelse af butiksarealet og relativt få varenumre i sortimentet.
jem & fix har pr. 1. juni 2025 139 butikker i Danmark, 75 i Sverige og 20 i Norge. Butikkerne er indrettet sådan, at alle butikker benytter samme opbygning, så det er nemmere for kunderne at finde rundt. Kæden ejes af ejerkredsen bag Harald Nyborg.
jem & fix blev i 2019 af Pricerunner kåret til Danmarks billigste byggemarked for 7. år i træk. Som følge af Corona holdt Pricerunner pause med kåringen i årene 2020-2023. Igen i 2024 blev jem & fix kåret som vinder af prisen. 